# 1 Warszawski Pułk Czołgów

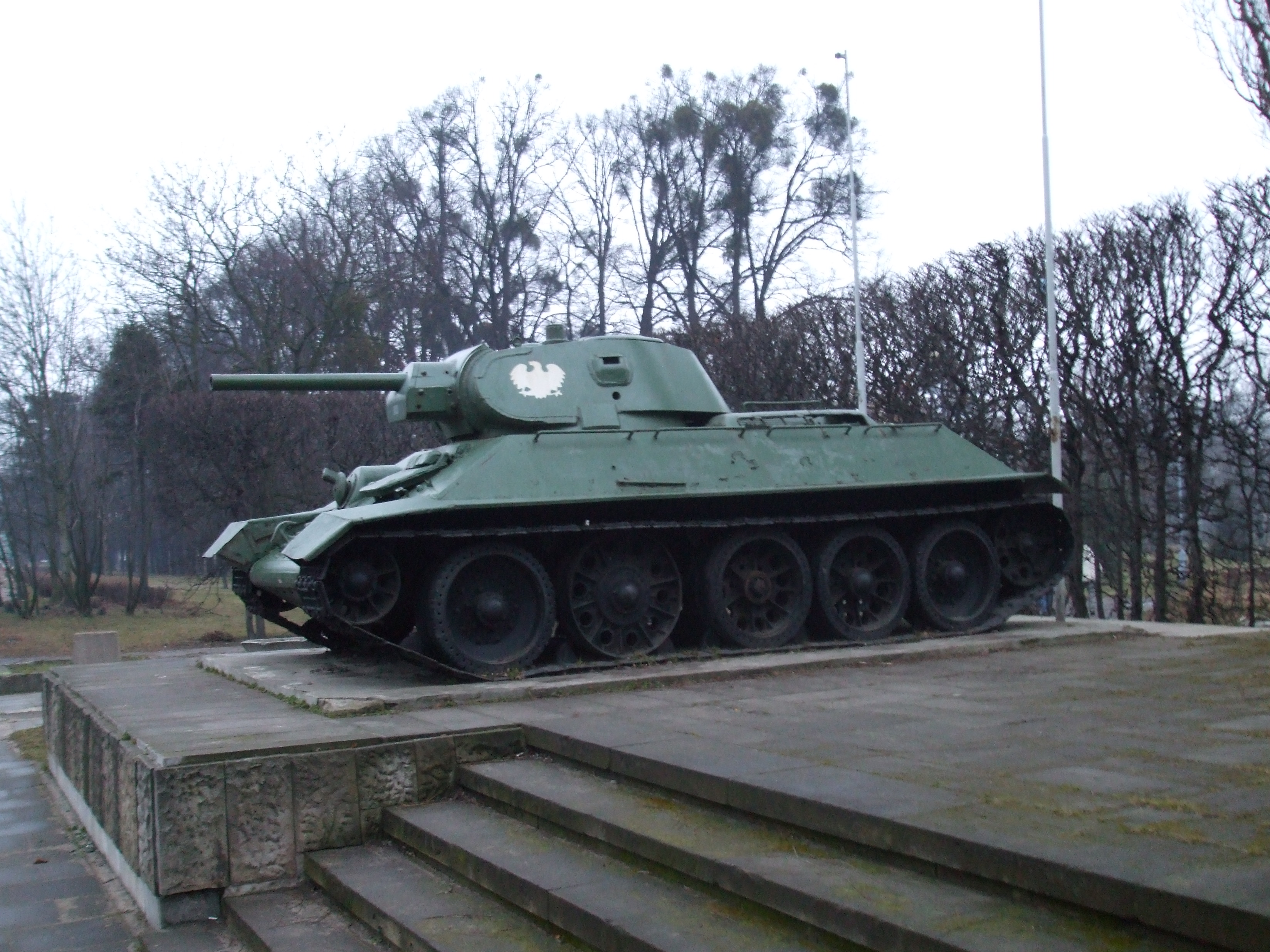
T-34 model 1941/42 – podstawowy czołgu pułku w czasie wojny

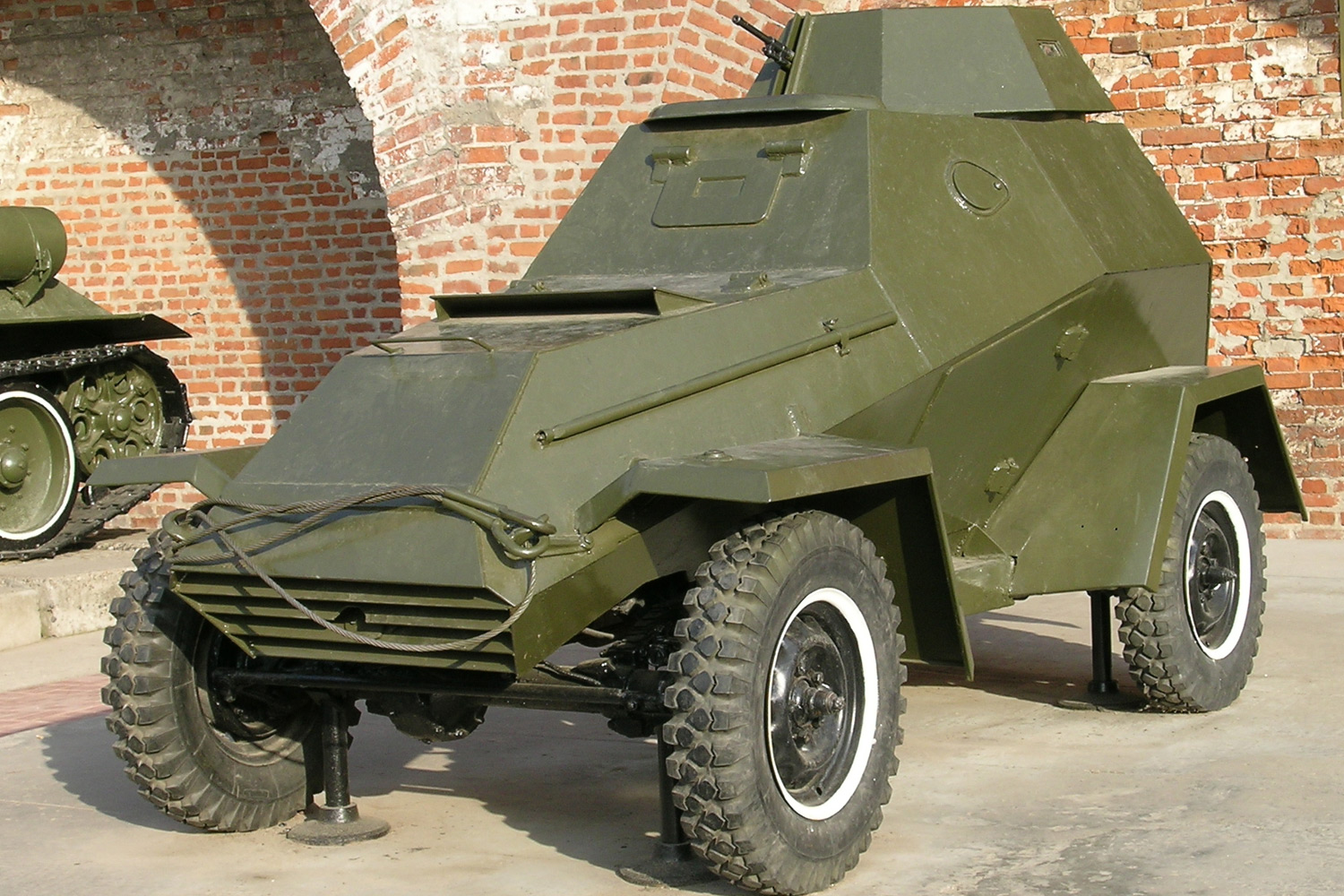
Samochód pancerny dowództwa BA-64

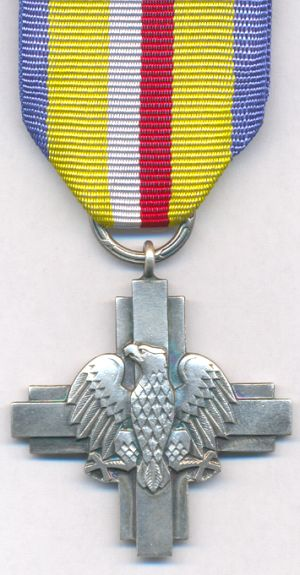
Krzyż Lenino (awers)

1 Warszawski Pułk Czołgów Średnich im. Bohaterów Westerplatte (1 pcz) – oddział wojsk pancernych ludowego Wojska Polskiego.

## Historia do 1945
Pułk został sformowany w obozie biełoomuckim pod Sielcami w składzie 1 Dywizji Piechoty na mocy rozkazu płk. Berlinga nr 1 z 15 maja 1943. 13 lipca otrzymał sprzęt bojowy. 19 sierpnia wszedł w skład 1 Brygady Pancernej im. Bohaterów Westerplatte. Zaprzysiężenia dokonano w obozie sieleckim 15 lipca 1943.
22 września 1943 1 pcz został wyłączony ze składu 1 BPanc i podporządkowany 1 DP skoncentrowanej w rejonie Smoleńska. 12 października pod Lenino wszedł do walki.
15 listopada 1944 powrócił w podporządkowanie dowódcy 1 BPanc. W ramach brygady, działając w pierwszym rzucie armii, przeszedł w rejon Łaskarzewa. 9 sierpnia 1944 przeprawił się przez Wisłę, by wzmocnić przedni skraj obrony jednostek radzieckiej 8 Armii Gw. na przyczółku warecko-magnuszewskim, gdzie 16 sierpnia pod Studziankami pułk brał udział w zwycięskiej bitwie pancernej, dzień ten był obchodzony jako święto jednostki. 17 sierpnia pułk wraz z brygadą, zluzowany przez radziecką 124 BPanc, przeszedł do odwodu 1 Armii WP i ześrodkował się w rejonie Magnuszewa. Tu, 7 września 1944, w związku z reorganizacją brygady ze struktury pułkowej na batalionową, został przeformowany na 1 i 3 batalion czołgów 1 BPanc. 13 maja 1945 decyzją Naczelnego Dowódcy Wojska Polskiego 1 i 3 batalion czołgów oraz pozostałe bataliony 1 BPanc rozpoczęły przegrupowanie do Siedlec, a następnie do Legionowa.

## Żołnierze pułku 1943–1944
Dowódcy
- ppłk Anatol Wojnowski (8 VI–15 XI 1943)
- ppłk Piotr Czajnikow (15 XI 1943 – 19 VIII 1944)

Zastępca ds. oświatowych
- por. Witold Konopka

Zastępca ds. liniowych
- mjr Jan Sidorec

Zastępca ds. technicznych
- mjr Kazimierz Demianowicz

Szef sztabu
- mjr Piotr Czajnikow

żołnierze
- Wacław Feryniec
- Wincenty Danisewicz
- Eugeniusz Ankutowicz

## Organizacja pułku 1943–1945
- Dowództwo
  - sztab
  - kwatermistrzostwo
  - sekcja polityczno-wychowawcza
  - sekcja techniczna
- kompania dowodzenia
- 3 x kompanie czołgów T-34
- kompania czołgów lekkich T-70
- kompania fizylierów
- kompania rusznic przeciwpancernych
- drużyna gospodarcza
- punkt pomocy technicznej

Stan etatowy liczył 112 oficerów, 241 podoficerów i 219 szeregowców.
Na uzbrojeniu i wyposażeniu znajdowały się między innymi:
- trzydzieści dwa czołgi T-34
- siedem czołgów lekkich T-70
- trzy samochody pancerne BA-64
- 145 pistoletów maszynowych
- 2 karabiny maszynowe
- 18 rusznic przeciwpancernych
- 2 radiostacje
- 74 samochody
- 4 motocykle

## Walki

### Lenino
1 pułk czołgów przed bitwą zajął rejon wyjściowy do działań w rejonie wsi Nikolenki. Tam też otrzymał zadanie bojowe: wraz z dwiema bateriami dział przeciwpancernych i plutonem saperów zająć podstawy wyjściowe” na zachodnim skraju wsi Sysojewo i zachodnim skraju wsi Mojsiejewo, wspierać ogniem natarcie piechoty, a następnie przeprawić się na odcinku Sysojewo, Lenino i działać jako czołgi bezpośredniego wsparcia piechoty.
W pierwszym rzucie 1 Dywizji Piechoty działały: 2 pułk piechoty w kierunku Połzuchy, Puniszcze, 1 pułk piechoty w kierunku Trygubowa. Dowódca 1 DP przydzielił 1 kompanię czołgów T-34 drugorzutowemu 3 pułkowi piechoty, z jednej kompanii czołgów utworzył swój odwód, a pozostałe czołgi otrzymały zadanie wykorzystania przepraw w rejonie Sysojewa i Lenino.
12 października rano 1/1 pułku piechoty, po przygotowaniu artyleryjskim z udziałem „katiusz”, wykonał rozpoznanie walką, a o godz. 10.30 1DP i sąsiedzi rozpoczęli atak. Piechota sforsowała Miereję, w krwawych walkach zdobyła wysoki, przeciwległy brzeg i podeszła pod Trygubową i zdobyła Połzuchy. Dalsze natarcie 1 i 2 pułku piechoty zostało zatrzymane na skutek kontrataków oraz braku wsparcia czołgów. Podstawową przyczyną była jednak utrata styczności z sąsiadami, którzy nie uzyskali powodzenia w walce. Tymczasem o godz. 11.00, pół godziny po rozpoczęciu przez piechotę ataku na przedni skraj, 2 kompania czołgów podeszła do przeprawy w rejonie Sysojewa i próbowała przekroczyć rzekę. Pięć czołgów ugrzęzło w bagnistym terenie, dwa zaś zostały uszkodzone, W rezultacie kompania nie była zdolna do walki. 1 kompania czołgów w pełnym składzie podeszła z pewnym opóźnieniem do przeprawy w rejonie Lenino, gdzie również ugrzęzła. 3 i 4 kompania czołgów znajdowały się jeszcze na podstawach wyjściowych.
Tymczasem nieprzyjaciel silnie kontratakował piechotą, czołgami i działami samobieżnymi oraz bombardował całe ugrupowanie 1 DP. Celem wielu nalotów i ataków z powietrza były m.in. czołgi 1 pułku czołgów na obu przeprawach. Do osłony czołgów wysunięto 1 kompanię rusznic przeciwpancernych. Wreszcie cztery czołgi z 1 kompanii czołgów, które przeprawiły się w rejonie Lenino wsparły 1 pułk piechoty. Ten jednak na skutek dotkliwych strat został zastąpiony przez drugorzutowy – 3 pułk piechoty. Pozostałym pięciu czołgom 1 kompanii czołgów nie udało się przeprawić. Zdecydowano zaczekać z przeprawą do zmierzchu. Pracę saperów utrudniały ciągłe ataki lotnicze. Trwały też wysiłki, aby wyciągnąć z błota czołgi, które ugrzęzły na przeprawie pod Sysojewem, W nocy z 12 na 13 października dowódca dywizji zarządził przeprawę przez Miereję wszystkich sprawnych czołgów. Udało się przeprawić jedynie pięć czołgów z 3 kompanii, natomiast wszystkie czołgi 4 kompanii czołgów ugrzęzły w błocie. W sumie do ataku – 13 października – wyruszyło w szykach piechoty szesnaście czołgów. Większość z nich skupiono na odcinku 3 pułku piechoty w rejonie Trygubowej. Wspierająca 2 pułk piechoty – 3 kompania czołgów straciła wszystkie czołgi. Nieliczne sprawne czołgi uczestniczyły w dalszej walce, prowadząc ogień działowy z miejsca.
W nocy z 13 na 14 października 1 DP została zluzowana i przeszła do rejonu wsi Nikolenki. Straty 1 DP wyniosły 502 poległych, 1776 rannych i 663 zaginionych, tj. 25% stanu bojowego (szczegółowe dane różnią się w różnych opracowaniach).
1 pułk czołgów, mimo że nie odegrał większej roli w walce, stracił 15 czołgów – przeważnie na przeprawach.

### Przyczółek warecko-magnuszewski

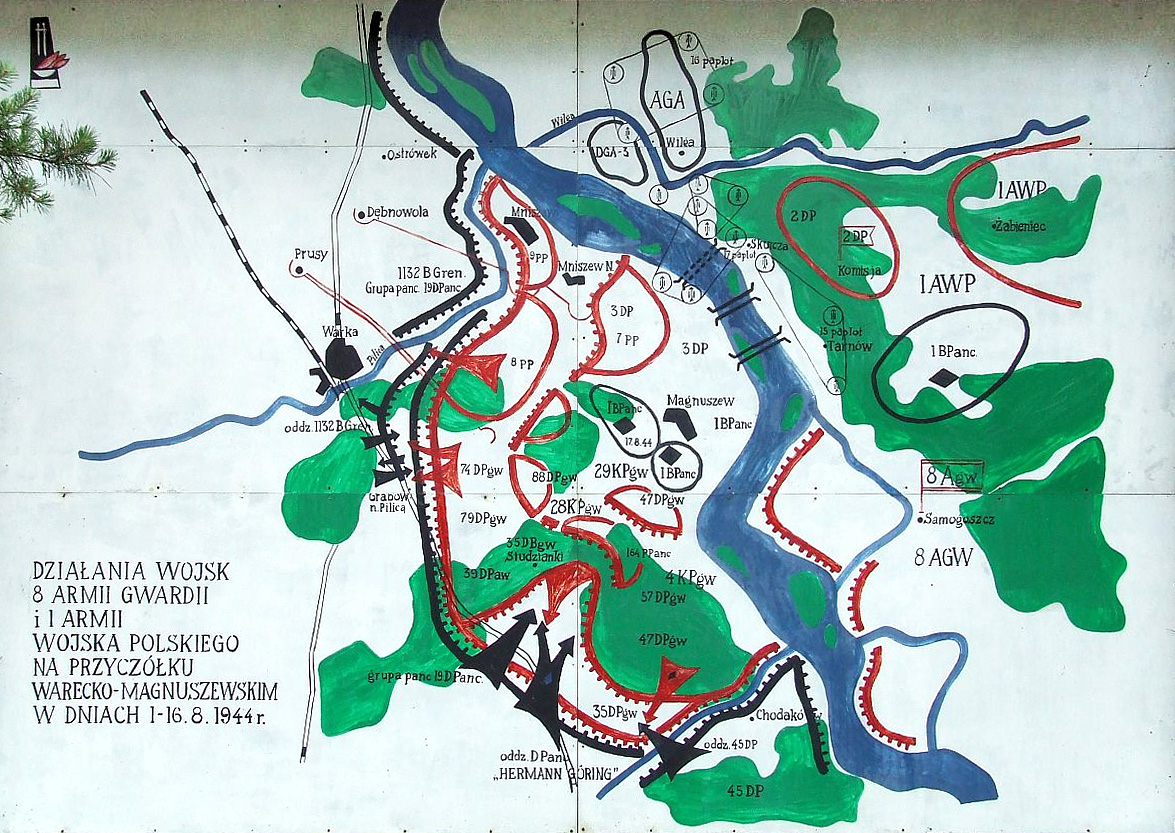
Działania na przyczółku 1–16 sierpnia 1944

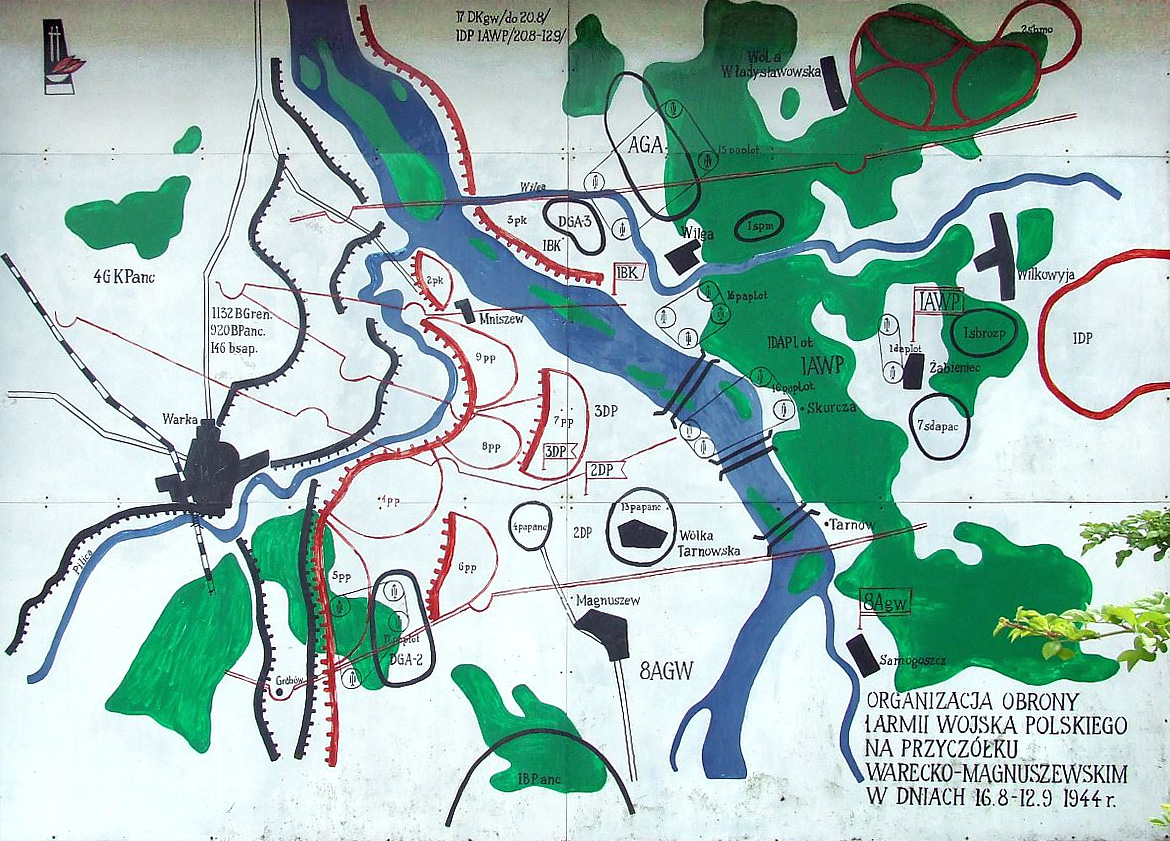
Działania na przyczółku 16 sierpnia – 12 września 1944

1 pułk czołgów na przyczółku walczył w składzie 1 Brygady Pancernej im. Bohaterów Westerplatte. Brygada została podporządkowana 4 KA Gw., który bronił się w pasie: las w rejonie gajówki Kukawka, ujście rzeki Radomki. 9 sierpnia 1 BPanc wymaszerowała z Łaskarzewa i mimo nalotów niemieckiego lotnictwa, rozpoczęła przeprawę przez Wisłę. Wobec zagrożenia utraty przyczółka, 1 BPanc wprowadzano do walki częściami, w miarę przeprawiania się pododdziałów. W nocy z 9 na 10 sierpnia 1 kompania czołgów z 1 pułku czołgów odparła pięć uderzeń nieprzyjaciela z rejonu lasu na południe od Wygody. 10 sierpnia w krwawej walce 2 kompania czołgów 1 pułku z desantem fizylierów opanowała Chodków, a 3 kompania odrzuciła Niemców w rejonie Górnej Łękawicy Pododdziały 2 pułku czołgów odzyskały leśniczówkę Basinów. 11 sierpnia 1 kompania czołgów z 1 pułku czołgów z piechotą radziecką odparła bez strat sześć ataków niemieckich, niszcząc cztery czołgi. 2 pułk czołgów i batalion piechoty zmotoryzowanej, wspólnie z piechotą radziecką, broniły pozycji ryglowej Cekinów – Wygoda i wykonały rozpoznanie walką wsi Studzianki, niszcząc trzy czołgi. 12 sierpnia 1 kompania czołgów 1 pułku czołgów walczyła pod Basinowem. 13 sierpnia czołgi 1 BPanc odpierały uderzenia między Paprotnią i Studziankami. Rano 14 sierpnia, po przygotowaniu artyleryjskim, piechota radziecka i czołgi 1 BPanc przeszły do natarcia, opanowując Studzianki i odcinając grupę wojsk nieprzyjaciela od sił głównych. 15 i 16 sierpnia 1 BPanc uczestniczyła w likwidacji okrążonych grup. Wieczorem 18 sierpnia 1 BPanc (wraz z 1 pułkiem czołgów) wróciła do dyspozycji dowódcy 1 armii WP i ześrodkowała się na południowy zachód od Magnuszewa.

## Historia po 1945
6 lutego 1946 1 Warszawska Brygada Pancerna im. Bohaterów Westerplatte została przeformowana na 1 Warszawski Pułk Czołgów im. Bohaterów Westerplatte.

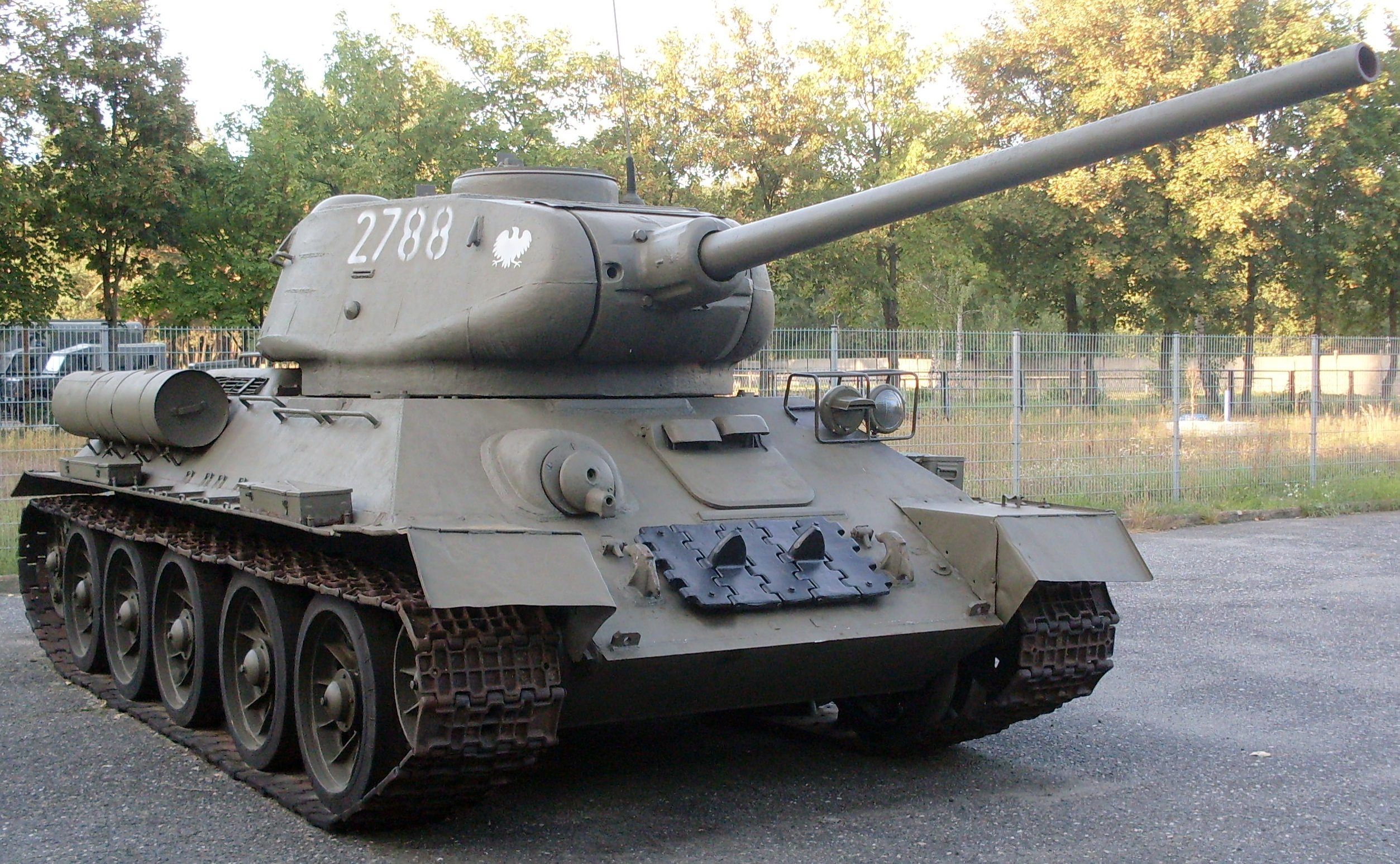
T-34/85 – podstawowy czołg pułku na przełomie lat 50. i 60. XX wieku

5 czerwca 1946 przedyslokowany został z Legionowa do Modlina. W maju 1949 pułk został przegrupowany do Malborka będąc w składzie 16 Dywizji Pancernej. W 1952, będący w składzie 16 Dywizji Zmechanizowanej, po szkoleniu poligonowym w Drawsku Pomorskim został przedyslokowany do Elbląga, do koszar przy ul. Grottgera.
21 września 1958 gen. Józef Kamiński wręczył dla pułku sztandar nowego wzoru. W 1968 pułk brał udział w operacji „Dunaj”. 26 sierpnia 1968 przegrupowano go transportem kolejowym w rejon Kłodzka, gdzie wzmocnił 6 PDPD, wykonując dalej zadania związane bezpośrednio z interwencją w Czechosłowacji.
W 1970 uczestniczył w wydarzeniach grudniowych. Zgodnie z otrzymanymi rozkazami pododdziały pułku zajęły w Gdańsku 16 grudnia 1970 nakazane rejony i przystąpiły do realizacji zadań. Do ochrony wyznaczonych obiektów wydzielono z pułku:
- 15 czołgów i 13 transporterów opancerzonych – dla ochrony KW MO
- 16 czołgów i 3 transportery opancerzone – dla ochrony Wojewódzkiej Rady Narodowej

17 grudnia 1970 dowódca 16 Dywizji Pancernej polecił wycofać pułk z miasta i ześrodkować go w rejonie na lotnisku Pruszcz Gdański. 18 grudnia, na prośbę KP PZPR, wojsko obsadziło dodatkowo obiekty w Elblągu, dworzec PKP zabezpieczył pluton czołgów z 1 pułku czołgów.
9 maja 1975 podczas Apelu Zwycięstwa w Warszawie, w uznaniu zasług bojowych, wysokie wyniki w gotowości bojowej – sztandar pułku udekorowany został Krzyżem Komandorskim Orderem Odrodzenia Polski.
13 grudnia 1981, po ogłoszeniu stanu wojennego, pułk pozostał w koszarach. 16 grudnia 1981 otrzymał rozkaz przegrupowania się do Gdańska z zadaniem ochrony
Rafinerii Gdańskiej. W czasie przegrupowania po trasie Elbląg – Nowy Dwór Gdański doszło do tragicznego wypadku podczas którego czołg spadł do rzeki Linawa, cała załoga poniosła śmierć. Inne wydzielone oddziały, będące w składzie 16 Kaszubskiej Dywizji Pancernej, zostały przegrupowane do Warszawy, gdzie zgodnie z otrzymanymi rozkazami zajęły nakazane rejony i przystąpiły do realizacji zadań stanu wojennego.

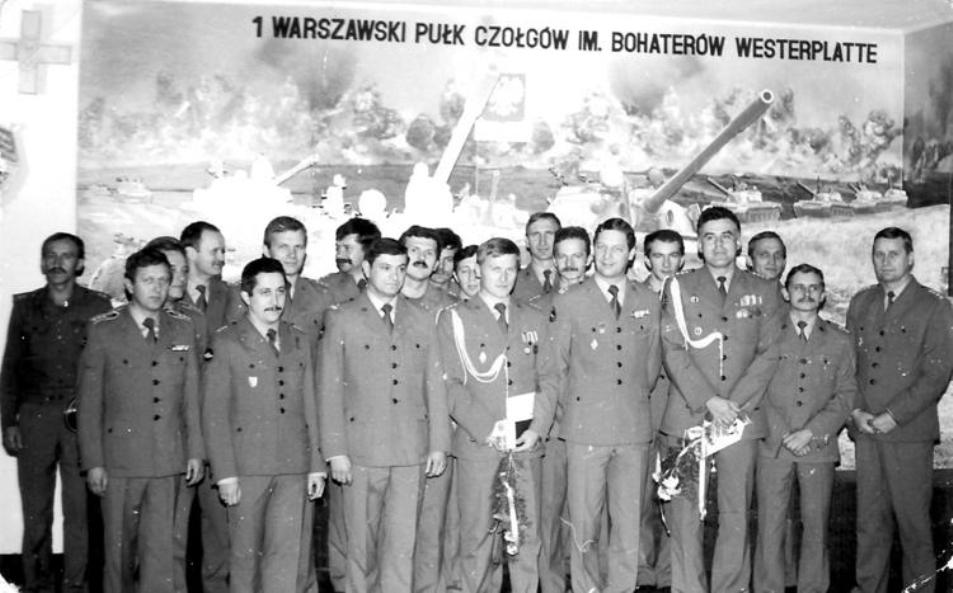
Elbląg, 1988. Pożegnanie oficerów przez dowódcę mjr Edwarda Plutę na sali tradycji pułku

4–5 września 1985 po szkoleniu poligonowym w Drawsku Pomorskim pułk uczestniczył w wieloszczeblowym ćwiczeniu koalicyjnym pod kryptonimem „Przyjaźń-85” i otrzymał ocenę dobrą.
W 1987 na wyposażenie pułku weszły zmodernizowane czołgi T-55AM z laserowym systemem kierowania ogniem Merida oraz systemem osłony dymnej „Bobrawa” i „Telur”.
W 1988 pułk wizytował szef Sztabu Generalnego WP gen. armii Florian Siwicki.
W marcu 1989 1 Warszawski Pułk Czołgów im. Bohaterów Westerplatte na podstawie rozkazu MON 028/Org. z dnia 16 marca 1989 roku i zarządzenia Szefa Sztabu Generalnego Nr 029/Org. z dnia 17 marca 1989 roku oraz zarządzenia dowódcy POW z 18 marca 1989 roku został przeformowany w 100 pułk zmechanizowany.

## Struktura organizacyjna pułku z 1955

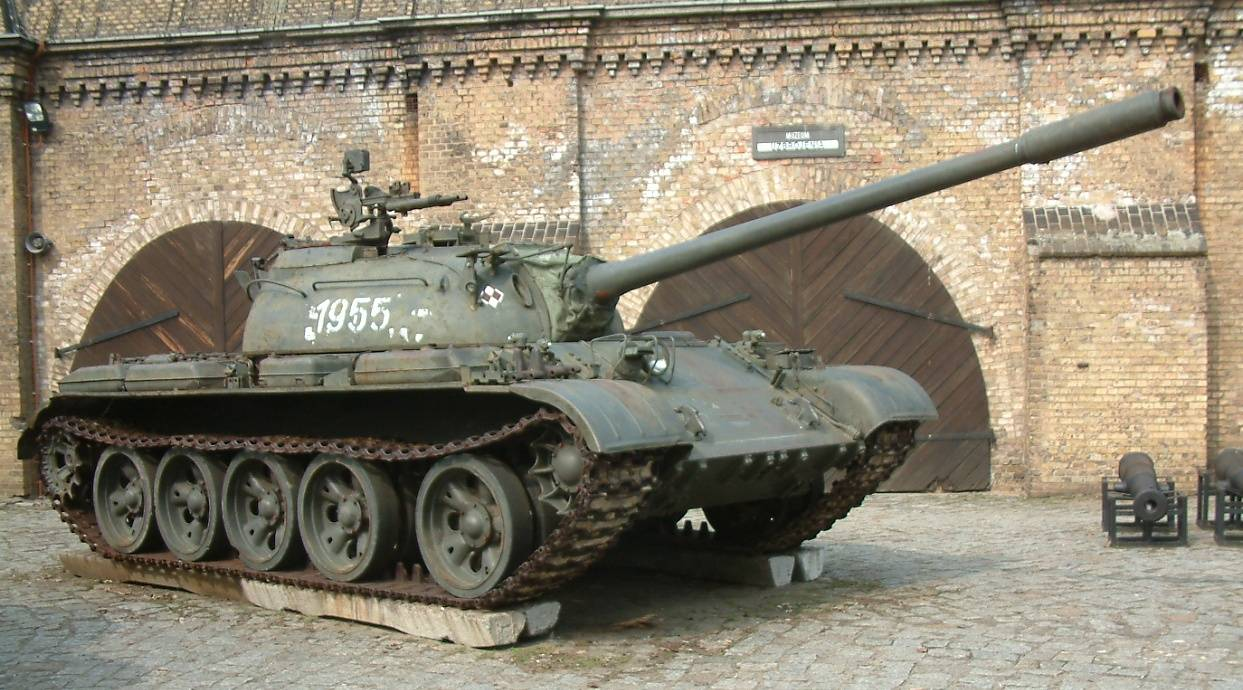
T-55 – podstawowy czołg pułku na przełomie lat 70. i 80. XX wieku

- dowództwo
  - sztab
- 1–5 kompanii czołgów średnich
- kompania piechoty zmotoryzowanej
- kompania rozpoznawcza
- pluton łączności
- pluton saperów
- pluton ochrony i regulacji ruchu
- pluton przeciwlotniczy
- pluton transportowo-gospodarcza

## Struktura organizacyjna pułku z 1988
- dowództwo
  - sztab

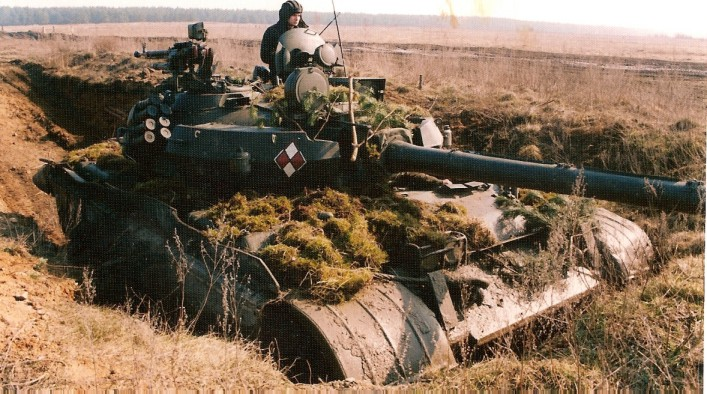
T-55AM będący na uzbrojeniu pułku w latach 80. XX wieku

- 5 kompanii czołgów – w każdej 16 T-55AM Merida
- kompania piechoty zmechanizowanej – 10 SKOT
- bateria plot – 4 ZSU-23-4, 4 S-2
- kompania rozpoznawcza – 7 BRDM-2
- kompania saperów – 4 BLG, BRDM-2, 5 SKOT Inż.
- kompania łączności
- kompania medyczna
- kompania remontowa
- kompania zaopatrzenia
- pluton ochrony i regulacji ruchu
- pluton chemiczny

## Żołnierze pułku 1946–1989
Dowódcy pułku

- ppłk Syrow (1946)
- ppłk Zbigniew Michalski (1947–1949)
- ppłk Józef Mondzelewski (1950–1951)
- mjr Eugeniusz Molczyk (1951–1952)
- mjr Mieczysław Czarny (1952–1953)
- ppłk Aleksander Wojciechowski (1957)
- ppłk dypl. Franciszek Sadowski (1957–1958)
- płk Aleksander Wojciechowski (1958)
- płk Jan Kokoszyński (1958–1964)
- ppłk dypl. Józef Musiał (1964–1968)
- płk dypl. Stanisław Majewski (1968–1973)[21][22]
- płk dypl. Władysław Kaleta (1973–1975)
- ppłk dypl. Józef Urban (1975–1977)
- mjr dypl. Zygmunt Grochowski (1977–1978)
- ppłk dypl. Ryszard Błażejczyk (1978–1980)
- płk dypl. Zbigniew Lewandowski (1980–1982)
- ppłk dypl. Wojciech Kubiak (1982–1986)
- ppłk dypl. Edward Pluta (1986–1988)
- ppłk dypl. Lech Stefaniak (1988–1989)

## Przeformowania
1 Warszawski pułk czołgów → 1 Warszawska Brygada Pancerna im. Bohaterów Westerplatte → 1 Warszawski pułk czołgów → 100 pułk zmechanizowany → 14 Brygada Zmechanizowana